# Samajwadi Party
Pour les articles homonymes, voir SP.
Le Samajwadi Party (« parti socialiste » en hindi) est un parti politique indien. Il a été fondé en octobre 1992, à la suite d'une scission avec le Janata Dal. Surtout localisé en Uttar Pradesh, État le plus peuplé d'Inde, le Samajwadi Party est avant tout implanté parmi les Yadavs, généralement parmi les basses castes (Other backward castes ou OBC) ou les castes intermédiaires (kshatriya) et se consacrant traditionnellement à l'élevage du bétail, et les musulmans. 
Le Samajwadi Party a été à la tête du gouvernement d'Uttar Pradesh de 1993 à 1995, de 2003 à 2007 et de nouveau de 2012 à 2017. Le parti a participé au gouvernement du Front national entre 1996 et 1998 mais n'est aujourd'hui plus allié à un grand parti national.
Plusieurs députés de son parti ont été impliqués dans des affaires de corruption, et leurs relations avec des membres du crime organisé ont été avérées. En avril 2023, l'un de ses anciens députés, Atiq Ahmed (en), est tué d'une balle en pleine tête alors qu'il prend la parole devant les médias. Il avait été condamné un mois plus tôt à la prison à vie pour plusieurs crimes, notamment enlèvement, assassinat et extorsion,.

## Position du parti face au viol
Le 10 avril 2014, le parti défraie la chronique quand son président, Mulayam Singh Yadav explique que le parti désire supprimer la peine de mort pour les violeurs en estimant que « les garçons font des erreurs, ils ne devraient pas être pendus pour cela ». Le lendemain, le chef de la branche du parti au Maharashtra, Abu Azmi, déclare que « les femmes ayant des relations sexuelles extra-conjugales devraient être pendues » alors qu'il est fait mention dans la presse de diverses accusations de viols perpétrés par ses dirigeants. À la suite de viols collectifs et de femmes violées puis retrouvées pendues à la fin du mois de mai, le ministre en chef d'Uttar Pradesh Akhilesh Yadav, fils de Mulayam Singh Yadav, soulève de fortes réactions sur les réseaux sociaux à la suite de sa réponse à un journaliste qui l'interrogeait sur la sécurité dans l'État en lui répondant qu'il devait se sentir en sécurité.